# Podmazivanje
Podmazivanje je primjena maziva za smanjivanje trenja među površinama koje se dodiruju, a gibaju se jedna u odnosu na drugu (tarne površine). Omogućuje rad pokretnih strojnih dijelova, napose ležaja, kliznih staza i vodilica, zupčanika, cilindara i stapova, spojki, lanaca za prijenos snage, koljenastih vratila, podizača ventila i čelične užadi. Osim smanjenja trenja i njegovih štetnih posljedica (razvijanje topline, trošenje tarnih površina i gubitak energije), njime se odvode toplina i čestice nastale trošenjem materijala, a sprječava se i dovođenje stranih čestica među tarne površine njihovim brtvljenjem. Najpovoljnije je podmazivanje kojim se postiže tekuće trenje, kada se među tarnim površinama samodovođenjem maziva stvara kontinuirani film (hidrodinamičko podmazivanje). Kako bi se režim hidrodinamičkoga podmazivanja održao u optimalnim granicama, za veće brzine klizanja potrebna je manja viskoznost maziva; nasuprot tomu, za povećano opterećenje potrebno je mazivo veće viskoznosti. Strojni dijelovi kod kojih nije moguće postići hidrodinamičko podmazivanje podmazuju se na drugi način, na primjer s krutim mazivima.

## Pojam i vrste trenja
Za siguran i pravilan pogon strojnih dijelova izuzetno je važno ispravno podmazivanje kliznih površina. Na tim površinama javlja se trenje koje nepovoljno utječe na rad stroja tako što mu smanjuje iskorištenje i povećava trošenje (habanje). Trenje je otpor koji se javlja između dodirnih površina dvaju tijela i suprotstavlja se međusobnom klizanju ili valjanju tih površina. 
S obzirom na podmazivanje razlikuju se sljedeće vrste trenja:
- suho trenje: javlja se na fizikalno čistim dodirnim površinama bez vlage i bilo kakvog sredstva za podmazivanje. Površine se dodiruju u pojedinim točkama.
- granično trenje: javlja se na površinama nalijeganja koje na sebi imaju tanki granični sloj maziva. Površine se dodiruju u točkama gdje je probijen granični sloj.
- mješovito trenje: pri kojem se površine nalijeganja dodiruju, ali ne izravno, nego preko graničnih slojeva.
- tekuće trenje: pri kojem se površine nalijeganja ne dodiruju, a vrhove neravnina njihovih površina razdvaja tanki sloj maziva. Ovo je najpovoljniji slučaj trenja u strojevima i podmazivanjem bi se trebalo ostvariti upravo takvo trenje. Tekuće trenje može biti:
  - hidrodinamičko trenje: ako se potrebni tlak za podmazivanje stvara samo gibanjem tijela;
  - hidrostatičko trenje: ako se potreban tlak maziva za nošenje stvara crpkom (pumpom) s posebnim pogonom.[2]

### Hidraulički ležaj
Hidraulički ležaj je ležaj čija se nosivost isključivo zasniva na tankom sloju tekućine (ulja) ili plina, odnosno fluida. Oni su mogu podijeliti na hidrostatske i hidrodinamičke ležaje. 
Hidrostatski ležaji imaju vanjsku pumpu, koja vrši tlak na fluid, a to je obično ulje, voda ili zrak. Hidrodinamički ležaji se zasnivaju na velikoj brzini kraja osovine, koja sama stvara tlak fluida između dvije metalne površine. 
Hidraulički ležaji se upotrebljavaju za velika opterećenja, velike brzine i primjenu gdje je potrebna visoka preciznost, gdje bi obični kuglični ležaji imali puno kraći vijek trajanja, stvarali buku i vibracije. Tako na primjer, ležaji za pogonski elektromotor tvrdog diska, kod računala ili kompjutera, su hidraulički ležaji, puno tiši i jeftiniji od kugličnih ležaja.

## Maziva
Maziva su kemijske tvari specifičnih fizikalnih i kemijskih svojstava koje se rabe za podmazivanje. Djeluju tako što smanjuju trenje između kliznih ploha koje se pod opterećenjem nalaze u međusobnom relativnom gibanju. Maziva služe i za smanjenje trošenja strojnih dijelova i za odvođenje topline, te za zaštitu od korozije i stvaranja naslaga i taloga zbog oksidacije i drugih kemijskih promjena. Kao prva maziva upotrebljavala su se životinjska i biljna ulja i masti sve do prije stotinjak godina, kada je mlada naftna industrija iznijela na tržište maziva ulja dobivena od teških naftnih frakcija. Danas svijest o potrebi očuvanja okoliša i zdravlja utječe i na proizvodnju svih vrsta maziva, tako da se iz njih isključuju sastojci štetni za zdravlje i okoliš, a u pojedinim se područjima rabe i biološki razgradiva maziva na osnovi biljnih ulja ili sintetskih esterskih ulja. Prema agregatnom stanju razlikuju se tekuća maziva (ulja), polučvrsta (mazive masti) i čvrsta maziva.

### Podmazivanje i maziva
Radi olakšanja klizanja površina nalijeganja, te radi smanjivanja ili čak sprječavanja trošenja, upotrebljavaju se maziva. Ona treba da omreže klizna mjesta, da prianjaju uz materijale, da razdvajaju hrapavošću izazvane međusobne neravnosti površina nalijeganja, da sama imaju nisku unutrašnju žilavost (viskoznost), da ne nagrizaju materijale i da ih štite od korozije, a da po mogućnosti i hlade, prenose tlak, brtve i štite maziva mjesta od nečistoće i vode. Kao maziva dolaze u obzir:
- tekuća maziva (ulja): ona uglavnom udovoljavaju najbolje zahtijevima i često se s njima može ostvariti hidrodinamičko podmazivanje;
- maziva mast: to su plastične tvari kod kojih su metalnim sapunima ili materiji za zgušćavanje dodana ulja;
- mješavine čvrstih maziva s uljima ili mastima: čvrsta maziva u prahu miješaju se s uljima ili mastima. Služe kao tankoslojno mazanje pri poteskoćama uhodavanja;
- kruta maziva: to su krute tvari u prahu ili u obliku ljusaka, koje dobro prianjaju uz klizne površine i time im poboljšavaju klizna svojstva. Najčešće se upotrebljavaju u spoju s uljima, mastima, umjetnim masama (na primjer grafit ili molibdendisulfid);
- umjetne mase s kliznim sposobnostima: u obzir dolaze poliamid (PA), poliacetal (POM), politetrafluoretilen (PTFE) i fluoretilen-propilen (PFEP), koji se upotrebljavaju za klizne tračnice, ležajeve, brtvila kod vratila i zupčanike. Osim toga mogu se kruta maziva dodati (pomiješati) umjetnim masama, da bi im se poboljšala klizna svojstva (na primjer grafit ili molibdendisulfid za blazinice od umjetnih masa);
- suhi tanki mazivi slojevi: to su čvrsta maziva u tankim slojevima (TSF), koja služe kao trajno mazivo, isključujući mogućnost zagađivanja hrane ili tekstila;
- plinovi: ponekad i zrak služi kao mazivo kliznih ležaja kod malih brzohodnih strojeva.[5]